# La yapla mata
La yapla mata es el octavo álbum solista de estudio del cantante y compositor uruguayo Ruben Rada. Fue grabado en 1985 en Buenos Aires y editado ese mismo año por Raviol Records en Argentina y Orfeo en Uruguay.

## Historia
El álbum fue llevado a cabo en Buenos Aires, donde Rada vivía desde 1979, utilizando como acompañantes a prácticamente los mismos músicos que en sus discos anteriores.
El estilo musical predominante en el disco es el candombe, mezclado con toques de rock en varios casos, o con otros ritmos como la salsa, el jazz y la murga.
La canción más popular del disco es "Tengo un candombe para Gardel", que hoy en día es un clásico de la música popular uruguaya. También se destacan "Flecha verde" y  "El negro chino".
En el disco Rada volvió a grabar su primer éxito "Las manzanas" que había sido incluido en su álbum debut Rada (1969). "La yapla mata" fue versionada por La Escuelita, banda que integraba Hugo Fattoruso, en su disco Ahora sí!! de 1990, y vuelta a grabar por Rada para su disco Tango, milonga y candombe de 2014. "Te parece" fue versionada por Fernando Cabrera en su disco Canciones propias de 2010. "Flecha verde" abre el disco en vivo de Rada Candombe Jazz Tour (2004). Nuevas versiones de "El negro chino" y "El levante" fueron incluidas en los álbumes Montevideo (1996) y Amoroso pop (2013) respectivamente. "Tengo un candombe para Gardel" fue versionada por el brasileño Nei Lisboa en su álbum en directo Amém (1993).
En 1985, el sello Raviol Records también editó un disco simple con la canción "Visiones incomunicadas" de Carlos Cutaia Orquesta en el lado A, y una versión de "La yapla mata" de Rada, más corta que la del álbum, en el lado B.
El álbum fue reeditado en Argentina en formato CD, en 2009, por el sello RGS. Previamente, en 1998, había sido editado el recopilatorio Tengo un candombe para Gardel, que incluía todas las canciones de La yapla mata y la mayor parte de las de Adar Nebur. En 2001, La yapla mata también había sido editado de forma íntegra, junto a Adar Nebur, en el compilado doble Buenos Tiempos, y en 2003 en 15 canciones en el tiempo.

## Lista de canciones
Los temas fueron compuestos por Ruben Rada, salvo "Flecha Verde", "La yapla mata" y "El negro chino", compuestos por Rada y Ricardo Nolé.
Lado A
1. Flecha Verde
2. El levante
3. Te parece
4. Las manzanas

Lado B
1. Tengo un candombe para Gardel
2. La yapla mata
3. Madre salsa
4. El negro chino

## Personal
- Ruben Rada: voz y percusión.
- Ricardo Lew: guitarras.
- Beto Satragni: bajo.
- Ricardo Nolé: teclados.
- Osvaldo Fattoruso: batería, percusión y voz.
- Urbano Moraes: bajo y voces.

Invitados
- Hugo Pierre: saxo.
- Domingo Mariconda: trompeta.
- Fats Fernández: trompeta.
- H. Bay: trombón.

Los arreglos fueron realizados por Ricardo Nolé. Los arreglos de viento en "Madre salsa" fueron hechos por Ricardo Lew.
Producción musical: Osvaldo Fattoruso.